# Офшор
Офшо́р (от англ. offshore — «нечто вне / напротив сухопутного берега» — то есть отделённое водой, в мористом прибрежье) — страна или территория с особыми условиями ведения бизнеса для иностранных компаний. Среди них — низкие или нулевые налоги, простые правила корпоративной отчётности и управления, возможность скрыть настоящих владельцев бизнеса. В связи с этим офшоры часто используют для финансовых преступлений: отмывания преступных денег, государственной коррупции, мошеннических операций.
Компании регистрируются в стране нахождения офшора, перенося туда свой капитал. В российском законодательстве офшоры называются «контролируемыми иностранными компаниями» и их деятельность в некоторых случаях облагается налогами. Офшорных зон в мире насчитывается более пятидесяти. По ряду оценок, общий объём средств в них может составлять $32 трлн.

## История термина и создания офшорных юрисдикций
Термин «офшор» впервые появился в одной из газет на восточном побережье США в конце 1950-х годов. Речь шла о финансовой организации, избежавшей правительственного контроля путём географической избирательности. Другими словами, компания переместила деятельность, которую правительство США желало контролировать и регулировать, на территорию с благоприятным налоговым климатом. Таким образом, термин «офшор» включает в себя не только юридическое понятие, но и экономико-географическое. Правоведы, не особо раскрывая финансовой сути офшоров, поднимают второстепенные темы, например, что нет единого мнения о том, что можно считать офшором.
Офшорные схемы не являются современным явлением, их используют ещё со времён древних Афин, когда был введён двухпроцентный импортный и экспортный налог. Во избежание уплаты налогов греческие и финикийские купцы начали объезжать территорию Афин за тридцать километров. Вскоре в качестве налоговых убежищ стали выступать близлежащие мелкие острова, куда завозились без уплаты пошлин и налогов контрабандные товары.
В XV веке во Фландрии были очень низкие торговые ограничения и налоги, из-за этого английским купцам было выгоднее возить и продавать шерсть во Фландрии, а не в Англии, где налоги и ограничения были значительно выше. В США офшорная история уклонения от налогов началась с XVIII века, для уклонения от импортного налога, налагаемого Англией, торговцы пытались осуществлять свою торговую деятельность через Латинскую Америку.
Швейцария стала прототипом современной юрисдикции офшорных зон. На фоне привлечения финансового бизнеса в экономику в Швейцарии были созданы центры обмена денег, разработаны институты финансовой секретности, что и стало убежищем для иностранного капитала (был принят закон, который требовал от банкиров вести учёт счетов своих клиентов, но запрещал им раскрывать этот учёт кому бы то ни было).
В 1970-е годы ряд островных колоний Великобритании получили независимость, а некоторые оставшиеся в составе Соединённого Королевства Великобритании и Северной Ирландии были лишены финансового субсидирования из британского бюджета и перешли на самостоятельное формирование своего бюджета за счёт регистрации офшорных компаний.
В последнее время другие страны ввели в силу законы, похожие на швейцарские, и начали конкурировать за привлечение международных капиталов, проводя политику привлечения иностранного бизнеса. Для многих островных государств, не имеющих природных средств для развития, офшорный бизнес стал единственным средством для получения доходов.
Впервые российские компании начали использовать офшоры в 1991 году, когда в Москве открылся офис швейцарской фирмы Riggs Walmet Group, которая оказывала услуги по открытию и сопровождению компаний в безналоговых юрисдикциях.

## Офшорные юрисдикции
Офшорная зона — государство или его часть, в пределах которой для компаний-нерезидентов определяется особый режим регистрации и деятельности. Офшорную компанию можно зарегистрировать во многих юрисдикциях. Офшорные юрисдикции можно условно поделить на три группы:
- Островные офшоры — небольшие острова и архипелаги Карибского моря, Тихого и Индийского океанов. Их основная особенность: полное отсутствие налогов, умеренные фиксированные платежи, нетребовательность к ведению бухгалтерского учёта, высокая степень конфиденциальности и анонимности владельцев компаний. Однако компании, зарегистрированные в этих зонах, часто имеют сомнительную репутацию и невысокий престиж.
- Европейские территории обладают гораздо более высоким статусом, и стоимость содержания офшора может достигать десятков тысяч долларов в год. Эти страны имеют налоговые льготы на некоторые виды деятельности. Эти территории нельзя назвать офшорами в полном смысле этого слова: платятся налоги, ведётся бухгалтерская отчетность, регулярно проводится аудит. Сведения о владельцах бизнеса раскрываются в обычном порядке.
- Некоторые административно-территориальные образования, в которых действует особый режим налогообложения, как, например, Лабеан в Малайзии или некоторые штаты в США. К этой группе можно отнести и российские территории, такие как Калмыкия, Алтай, Углич[7].

Единого списка офшорных зон не существует, работу по контролю за офшорными зонами ведут как Международный валютный фонд (МВФ), так и центральные банки различных стран мира.
Ниже приведён неполный список офшорных зон.
| - Андорра - Ангилья - Антигуа и Барбуда - Аруба - Багамские Острова - Барбадос - Белиз - Бермуды - Виргинские Острова (Великобритания) - Бруней - Вануату - Гамбия - Гернси - Гибралтар - Гренада - Джерси - Доминика | - Острова Кайман - Коста-Рика - Лабуан - Лихтенштейн - Маврикий - Мальта - Маршалловы Острова - Монако - Новая Зеландия - ОАЭ - Острова Кука - Остров Мэн - Панама - Сейшельские Острова - Сингапур - Теркс и Кайкос - Тринидад и Тобаго |

- *1 мая 2004 года после вхождения республики Кипр в Европейский союз, а также после проведения налоговой реформы, компании указанной республики потеряли статус "Офшоров". На сегодняшний день Кипр является низконалоговой юрисдикцией с корпоративным налогом 12,5%, но тем не менее многие ошибочно называют Кипр "Офшором".

## Офшорный бизнес

### Офшорные компании
Офшорная компания — иностранная компания, зарегистрированная в офшорном центре страны, предоставляющей особые льготы. Такие компании обладают правом работы только за рубежом, не по месту своей регистрации. Небольшие страны поощряют создание на своей территории офшорных компаний, чтобы развивать офшорный бизнес, приносящий дополнительный доход этим странам.
Одной из наиболее популярных целей использования офшорной компании является оптимизация налогов. С помощью верно структурированной офшорной компании можно также достичь следующих преимуществ: защита собственности, анонимность и конфиденциальность, оптимизация расходов, облегчённые требования отчётности и бюрократии.
Использование офшоров — один из самых известных и эффективных методов ухода от налогов или т. н. налогового планирования. Оптимизацией налоговых платежей с помощью офшоров занимаются не только российские фирмы, но и многие западные компании, такие как Apple, Google, Microsoft, General Electric, Pfizer, BMW и General Motors.

### Офшорные банки
Офшорное банковское учреждение — банк в офшорном центре, который имеет право проводить операции только с другими аналогичными учреждениями или иностранными предприятиями.

### Офшорные трасты
Траст представляет собой механизм, позволяющий одному лицу (учредителю или донору) передать другому лицу (доверительному собственнику или попечителю) пакет доверительной собственности для управления в интересах третьего лица (одного или нескольких), именуемого бенефициаром (выгодоприобретателем).
В пакет могут входить наличные деньги, движимое и недвижимое имущество, в том числе находящееся в совместном владении, ценные бумаги, интеллектуальная собственность, страховые полисы (пенсионные и медицинские) и другие имущественные права. Его юридическим владельцем становится попечитель. В роли попечителя может выступить доверенное частное лицо, профессиональный финансовый менеджер, трастовая компания или банк, имеющий трастовый отдел.

### Офшорные страховые компании
Офшорное страхование основывается на переводе страховых премий в адрес офшорных страховых фирм, где они не облагаются налогом на прибыль.
В офшорном страховом бизнесе применяются два основных типа фирм:
компании внутрифирменного страхования;
перестраховочные фирмы.

### Основные характеристики офшорных компаний
Можно выделить пять основных характеристик офшорных компаний:
- Офшорные компании являются нерезидентными по отношению к стране, где они зарегистрированы, что означает, что его центр «контроля и управления» находится за рубежом. Коммерческие операции офшорных компаний проводятся за пределами юрисдикции, где она зарегистрирована.
- Офшорные компании, как правило, освобождены от основной суммы налогов, либо эта сумма сравнительно невелика, либо выплачивают небольшой ежегодный регистрационный сбор.
- Упрощена процедура регистрации и управления компанией. Допускается использование номинальных владельцев и директоров. Требования к общим собраниям и проведению советов директоров носят формальный характер.
- Для офшора в стране инкорпорации облегчён, либо отсутствует валютный контроль, требования по финансовой отчётности сведены к минимуму. Аудиторские проверки за некоторыми исключениями вообще не требуются.
- Владение офшорными компаниями осуществляются на анонимной основе при высоких гарантиях конфиденциальности. Конфиденциальный характер владения офшором гарантирован общепринятыми правовыми нормами и законодательством юрисдикции, в которой зарегистрирована офшорная компания. Вместе с тем, на текущий момент зарегистрировать офшорную компанию в любой юрисдикции, не раскрывая конечного бенефициара, не реально. Ведь документы российского бенефициара (в том числе загранпаспорт и обычный российский паспорт) для регистрации компании всё равно потребуются, если даже он использует полный номинальный сервис (то есть директорами и акционерами его компании будут выступать местные наемные лица). Номиналам необходимо знать конечного бенефициара для собственной безопасности, чтобы не брать на себя чужие «грехи»[13].

### Финансовая отчетность и бухгалтерский учет офшорных компаний
Один из традиционный признаков офшора – это минимальные требования к ежегодному комплаенсу, в частности, отсутствие обязанности сдавать финансовую отчетность. В большинстве классических офшоров это действительно так: подготовка и сдача аудированной финансовой отчетности законом не предусмотрена. Однако, в последнее десятилетие изменения произошли и здесь. 
По состоянию на 2024 год во всех офшорных юрисдикциях компании должны вести учет своих финансовых операций и хранить бухгалтерскую документацию. Под ней понимаются бухгалтерские записи, контракты, счета (инвойсы), квитанции, банковские выписки и прочие документы, позволяющие установить содержание всех транзакций компании. Местный регулятор в любой момент может запросить такие документы через регистрационного агента у собственника компании. За нарушение правил хранения финансовой документации предусматриваются серьёзные штрафы. 

### Открытие офшорной компании
Для открытия собственной офшорной компании можно самому отправиться в офшорную юрисдикцию, либо обратиться в специализирующуюся на открытии офшоров фирму. По состоянию на начало 2013 года в России работает более 100 подобных юридических фирм.
Фирмы, специализирующиеся на открытии офшорных компаний, предоставляют такие услуги:
- Регистрация (включая создание регистрационного пакета документов, получение сертификатов, печати);
- Продажа готовых офшорных компаний, которые были зарегистрированы ранее, но до момента покупки нигде и никем не использовались с целью указания на длительный срок существования бизнеса, что повышает репутацию компании на рынке;
- Подготовка документов и открытие счетов в банках;
- Помощь в выборе оптимальной офшорной зоны;
- Комплексное юридическое сопровождение;
- Предоставление номинальных акционеров и директоров;
- Предоставление номинального места регистрации;
- Предоставление секретарского обслуживания, телефонных номеров, переадресации на местные номера;
- Курьерская доставка почты, и переадресация полученной почты в офшорной компании.

## Классические офшорные схемы
Существует много схем, позволяющих уменьшить количество уплачиваемых налогов с применением офшоров. Выбор офшорной зоны и офшорной схемы зависит в первую очередь от задачи, которую ставит перед собой компания.

### Механизм трансфертного ценообразования
В торговых схемах офшор выступает в качестве посредника между поставщиком товара и действительным покупателем.
При экспорте товара или услуги из страны через офшор цена занижается до наименьшей возможной суммы, затем компания перепродает фактическому покупателю по действительной — в итоге вся прибыль остаётся у офшорной компании.
При импорте товара в страну через офшор цена обычно занижается для минимизации суммы уплачиваемых таможенных пошлин и НДС, кроме того необходимо учитывать таможенную стоимость, так как слишком низкая цена приведет к росту налога на прибыль, а слишком высокая — таможенных платежей. В каждом случае можно подобрать такую цену, при которой общая сумма платежей государству будет минимальной. Также следует учесть, что сумму налога на прибыль можно уменьшить, перечислив оплату за услуги фирмам, уплачивающим единый налог, либо перешедшим на упрощённую систему налогообложения.
Ведение деятельности через офшор также позволяет проводить планирование НДС — при покупке товара в России, предназначенного на экспорт, придётся платить НДС, который государство вернёт через какое-то время (налоговый кредит), в случае заключения договора от имени иностранной офшорной компании НДС платить не придется.

#### Строительная схема
При использовании строительной схемы офшорная компания выступает подрядчиком. Заказчик производит полную оплату офшорной компании за строительные услуги. Офшорная компания заключает договор с субподрядчиком — российской компанией, которая выполняет все строительные работы. Все финансовые потоки проходят через компанию-подрядчика: оплата субподрядчику, снабжение. В итоге основная прибыль оседает на счёте офшорной компании.

#### Производственная схема
При данной схеме офшорная компания оплачивает сырьё и производственные услуги производителя. Как правило, производственные услуги оказываются по самым минимальным расценкам. Производитель отгружает товар агенту. Агент продаёт товар конечному покупателю, получая при этом своё агентское вознаграждение. После чего деньги с прибылью возвращаются офшорной компании.

#### Транспортная схема
Данная схема используется транспортными компаниями, которые специализируются на международных перевозках. Офшорная компания выступает в роли перевозчика товара. При использовании преимуществ договора об избежании двойного налогообложения, можно на законных основаниях избегать налогообложения, используя компанию-агента в стране резиденте. Офшорные налоговые затраты можно свести к минимуму, используя её в связке с классической офшорной компанией.

### Схема оказания услуг
Офшорная компания оказывает услуги компании-резиденту. Эта схема является наиболее распространённой в бизнесе. Деньги напрямую уходят на счёт офшорной компании. Затраты за оказанные услуги относятся на себестоимость, следовательно, снижается налог на прибыль. Этот способ требует хорошего знания законодательства о налоге на прибыль в той части, где говорится о расходах, включаемых в себестоимость.
При использовании этой схемы услуги могут и не оказываться, но в таком случае необходимо будет доказать, что данные услуги были действительно оказаны. Для повышения респектабельности, в схему добавляется престижная низконалоговая компания, зарегистрированная, например, в Швейцарии.

### Полугодовой кредит
Банковское учреждение предоставляет резидентам страны кредиты для предоплаты в соответствии с внешнеэкономическим контрактом. Кредитные средства переводятся на счета нерезидентов в офшорных банках. Через предусмотренные законодательством 180 суток деньги возвращаются в банк в связи с невыполнением или невозможностью выполнения фирмой-нерезидентом условий контракта. На протяжении этого времени кредитные средства банка используются в деятельности офшорной компании, при этом полученная прибыль остаётся за пределами страны.

### Выплата роялти
Офшорная компания (компания 1) разрабатывает товарный знак и регистрирует его в патентном бюро страны-резидента. После чего передает лицензионные права на использование этого знака компании, находящейся в стране, с которой у офшора есть соглашение об избежании двойного налогообложения (компания 2). Последняя в свою очередь заключает сублицензионный договор с российской компанией. Российская компания выплачивает роялти по сублицензионному договору компании 2, а та по лицензионному договору перечисляет деньги за использование товарного знака компании 1. Для того, чтобы иметь возможность не удерживать налог у источника, между Россией и страной, в которой находится компания 2, тоже должно быть заключено соглашение об избежании двойного налогообложения. Кроме того, нормы обоих соглашений об избежании двойного налогообложения должны предусматривать уплату налогов с доходов в виде роялти в стране компании-лицензиара. В результате действия данной схемы большая часть финансовых потоков выводится на офшор. Выплаты роялти уменьшают налогооблагаемую прибыль российской компании..

### Схема регистрации новых предприятий
Схема применяется зарубежными инвесторами, желающими создать предприятие с участием иностранного капитала в стране резидента. Офшорная материнская компания создаёт на территории резидента свою дочернюю компанию со значительной долей иностранного капитала. При выплате дивидендов в пользу офшора, доходы от дивидендов облагаются офшорными налогами (по договору об избежании двойного налогообложения). Возникшие офшорные налоги значительно ниже налогов, которые могли возникнуть в стране-резиденте.

### 100 % предоплата
При заключении внешнеэкономической сделки, которая заведомо не будет выполняться, проводится 100 % или частичная предоплата на счета офшорных компаний. В дальнейшем резидент страны обращается в суд с иском о взыскании денежных средств с нерезидента и, естественно, получает необходимое решение, но деньги обратно в страну в любом случае не возвращаются. Соответственно группа компаний, которая совершает такие действия, в итоге имеет безнадежный долг в стране резидента, который увеличивает валовые затраты, и деньги на счету у офшорной компании.

### Давальческая схема поставки сырья через офшорную компанию
Схема производства на давальческом сырье подразумевает деятельность, связанную с переработкой на условиях договора подряда сырья заказчика с передачей ему готовой продукции. Давальческое сырьё закупается на таможенной территории страны иностранным заказчиком только за иностранную валюту. Экспорт товаров без фактического вывоза с таможенной территории резидента таможенными органами не оформляется.
Оплата ввозной пошлины, налогов и сборов (кроме оплаты таможенных процедур) осуществляется исполнителем путём выдачи простого векселя (или письменного обязательства) государственной налоговой инспекции по месту регистрации исполнителя. Срок погашения этого векселя не более чем 90 календарных дней с момента оформления ввозной грузовой таможенной декларации, при этом на ней ставится отметка «Давальческое сырьё». Сумма векселя определяется согласно контракту на переработку давальческого сырья в той же валюте. Вексель погашается при вывозе готовой продукции за пределы таможенной территории, при этом компания не платит налоги и сборы, а товар не подлежит лицензированию и квотированию. Чтобы погасить вексель нужно предоставить в налоговую инспекцию копии вывозной грузовой таможенной декларации. Основанием для таможенного оформления готовой продукции, которая изготовлена из давальческого сырья, закупленного на таможенной территории, является подача исполнителем органу таможенного контроля:
- копии ввозной грузовой таможенной декларации,
- копии векселя,
- копии контракта на приобретение иностранным заказчиком сырья,
- справки уполномоченного банка о поступлении иностранной валюты на счёт поставщика сырья.

## Офшорные ограничения

### Международное регулирование

#### FATF
Группа разработки финансовых мер борьбы с отмыванием денег (FATF) даёт рекомендации, которые в большинстве случаев сводятся к ужесточению идентификации владельцев офшорных компаний. Например, в виде запрета выпуска акций на предъявителя, обязательного раскрытия информации о владельцах.
Также западные банки при малейшем подозрении могут арестовать деньги на счетах офшорной компании и начать разбирательство (доклад 2000/2001 года «О типовых способах отмывания денег» выделила «серый» импорт в особую категорию методов отмывания денег).
Основным инструментом ФАТФ в реализации своей функции являются 40 рекомендаций в сфере преступного отмывания доходов и финансирования терроризма, которые подвергаются ревизии в среднем один раз в пять лет, а также 9 специальных рекомендаций в сфере противодействия финансированию терроризма, которые были разработаны после событий 11 сентября 2001 года.
Данные «40+9 Рекомендаций» представляют собой свод организационно-правовых мер по созданию в каждой стране эффективного режима противодействия легализации преступных доходов и финансированию терроризма. В соответствии с Резолюцией СБ ООН № 1617 (2005), 40+9 Рекомендаций ФАТФ являются обязательными международными стандартами для выполнения государствами — членами ООН.

#### OECD
Организация экономического сотрудничества и развития (ОЭСР) ведёт список стран и территорий, которые не предоставляют информацию о налоговых и финансовых операциях зарегистрированных в них юридических лиц. В отношении этих государств страны — члены ОЭСР принимают финансовые и фискальные санкции.
«Чёрный список» ОЭСР в 2008 году включал лишь следующие юрисдикции: Андорра, Лихтенштейн, Монако, Маршалловы острова. 2 апреля 2009 года на встречу Большой двадцатки (G20) ОЭСР подготовило Текущий доклад о юрисдикциях, наблюдаемых глобальным форумом ОЭСР по введению налоговых стандартов, принятых на международном уровне. В этом Докладе ОЭСР разделил все государства на три категории:
- Юрисдикции, которые в достаточной степени внедрили налоговые стандарты, принятые на международном уровне: Австралия, Аргентина, Барбадос, Великобритания, Венгрия, Виргинские острова США, Германия, Гернси (коронное владение Великобритании), Греция, Дания, Джерси (коронное владение Великобритании), Ирландия, Исландия, Испания, Италия, Канада, Кипр, Китай (не включая Гонконг и Макао), Республика Корея, Маврикий, Мальта, Мексика, Нидерланды, Новая Зеландия, Норвегия, Объединённые Арабские Эмираты, Остров Мэн, Польша, Португалия, Российская Федерация, Сейшельские Острова, Словакия, Соединённые Штаты Америки, Турция, Финляндия, Французская Республика, Швеция, Япония.
- Юрисдикции, которые приняли на себя обязательства по принятию налоговых стандартов, утверждённых на международном уровне, но пока ещё не в достаточной мере их внедрившие:

- Налоговые гавани: Ангилья (заморская территория Великобритании), Андорра, Антигуа и Барбуда, Аруба (территория в составе Нидерландов), Багамские Острова, Бахрейн, Белиз, Бермудские Острова (заморская территория Великобритании), Британские Виргинские Острова (заморская территория Великобритании), Вануату, Гибралтар (заморская территория Великобритании), Гренада, Доминика (Содружество Доминика), Каймановы Острова (заморская территория Великобритании), Острова Кука, Либерия, Лихтенштейн, Маршалловы острова (с 1986 года находятся в свободной ассоциации с США), Монако, Монтсеррат (заморская территория Великобритании), Науру, Нидерландские Антильские Острова (территория в составе Нидерландов), Ниуэ, Панама, Самоа, Сан-Марино, Сент-Винсент и Гренадины, Сент-Китс и Невис, Сент-Люсия, Теркс и Кайкос (заморская территория Великобритании).

- Иные финансовые центры: Австрия, Бельгия, Бруней, Гватемала, Люксембург, Сингапур, Чили, Швейцария.

- Юрисдикции, которые не приняли на себя обязательства по принятию налоговых стандартов, утверждённых на международном уровне: Коста-Рика, Малайзия (Лабеан), Уругвай, Филиппины.

##### Конфликт Швейцарии и ОЭСР
В 2009 году Швейцария попала в серый список публикации ОЭСР о списке офшоров, поэтому заморозила свой взнос в организацию и отказалась от всех совместных проектов. Швейцарские власти заявили, что «всегда готовы на диалог с налоговиками других стран при расследовании дел об уклонении от налогов», и что критерии отнесения страны к серому списку «не совсем понятны».
В дальнейшем Швейцария продолжила работу с ОЭСР, и в настоящее время является его полноценным членом.

### Региональное регулирование
Многие страны вводят определённые ограничения для своих резидентов на операции с офшорными компаниями. Полный запрет практически не применяется. Однако могут применяться некоторые дискриминационные по отношению к таким компаниям меры, например, увеличение налогообложения операций с офшорами в отношении своих резидентов, введение дополнительного валютного контроля над операциями.

#### Россия
В 2002 году Министерством по налогам и сборам был издан собственный список офшорных территорий (Письмо МНС РФ от 27 марта 2002 г. №С-6-26/360 «Обмен информацией»).
Собственно говоря, данное письмо содержит два списка: список стран, у которых нет договора с Россией об исключении двойного налогообложения или об обмене налоговой информацией (в настоящее время этот перечень стран устарел и руководствоваться им нецелесообразно) и список офшорных зон (25 территорий). Среди них: Андорра, Багамские острова, Бермудские острова, Британские Виргинские острова, Вануату, остров Гернси, Гибралтар, Гренада, остров Джерси, Доминика, Каймановы острова, Канарские острова, Лихтенштейн, Мальдивские острова, Маршалловы острова, Монако, остров Мэн, Науру, Ниуэ (южная часть Тихого океана), Панама, Сан-Марино, Сейшельские Острова, Сент-Винсент и Гренадины, Сент-Люсия, Теркс и Кайкос.
Никакие санкции за операции с резидентами упомянутых в списках стран не предусматриваются, но при проведении проверок налоговым органам предлагается обращать внимание на место регистрации иностранных контрагентов проверяемой организации.
Впоследствии список офшорных юрисдикций был установлен указанием Банка России от 7 августа 2003 г. N 1317-У «О порядке установления уполномоченными банками корреспондентских отношений с банками-нерезидентами, зарегистрированными в государствах и на территориях, предоставляющих льготный налоговый режим и (или) не предусматривающих раскрытие и предоставление информации при проведении финансовых операций (офшорных зонах)» (с изменениями от 27 декабря 2006 г., 8 февраля 2010 г.)
Данным документом все офшорные зоны разделены на три категории. В зависимости от категории, к которой принадлежит юрисдикция, зависит порядок установления российскими банками корреспондентских отношений с банками из соответствующих стран. Однако, данные ограничения касаются только банков и не имеют отношения к иным резидентам.
Другой нормативный документ, который доставляет много хлопот владельцам офшорных компаний, — Федеральный закон от 13.07.2001 № 115-ФЗ «О противодействии легализации (отмыванию) доходов, полученных преступным путём». Согласно этому документу операции с банками или компаниями, зарегистрированными в стране, которая не предусматривает раскрытия информации о финансовых операциях, подлежат контролю со стороны Комитета по финансовому мониторингу, если они осуществляются на сумму, превышающую 600 000 российских рублей. Перечень офшорных юрисдикций ещё не утверждён, но, скорее всего, он будет соответствовать «чёрному списку» из указания № 500-У.
Министерство финансов РФ утвердило свой перечень офшорных зон. Приказ от 13 ноября 2007 г. N 108н «Об утверждении перечня государств и территорий, предоставляющих льготный налоговый режим налогообложения и (или) не предусматривающих раскрытия и предоставления информации при проведении финансовых операций (офшорные зоны)» вступил в силу с 1 января 2008 года.
Утверждённый список офшорных зон в соответствии с подпунктом 1 пункта 3 статьи 284 налогового кодекса имеет значение при получении дивидендов российской организацией.
Согласно подпункту 1 пункта 3 статьи 284 НК (в редакции с 01.01.2011) к налоговой базе, определяемой по доходам, полученным в виде дивидендов, применяется налоговая ставка 0 процентов — по доходам, полученным российскими организациями в виде дивидендов при условии, что на день принятия решения о выплате дивидендов получающая дивиденды организация в течение не менее 365 дней непрерывно владеет на праве собственности не менее чем 50-процентным вкладом (долей) в уставном (складочном) капитале (фонде) выплачивающей дивиденды организации или депозитарными расписками, дающими право на получение дивидендов, в сумме, соответствующей не менее 50 процентам общей суммы выплачиваемых организацией дивидендов.
При этом в случае, если выплачивающая дивиденды организация является иностранной, установленная настоящим подпунктом налоговая ставка применяется в отношении организаций, государство постоянного местонахождения которых не включено в утверждаемый Министерством финансов Российской Федерации перечень государств и территорий, предоставляющих льготный налоговый режим налогообложения и (или) не предусматривающих раскрытия и предоставления информации при проведении финансовых операций (офшорные зоны).
В случае, если нулевая ставка налога на прибыль не применяется, доход российских организаций в виде дивидендов от иностранных организаций облагается по ставке 9 % (пп.2 п.3 ст. 284 НК РФ).
В данный список, утверждённый Минфином, входят 42 государства, среди них самые популярные офшорные зоны — Британские Виргинские Острова, Панама, Белиз, Сейшельские острова и другие.
Вместе с тем, для львиного большинства российских налогоплательщиков, указанный выше Приказ Минфина ничем «страшным» на практике не обернулся. Ведь желающих заводить в Россию дивиденды из офшорных юрисдикций среди представителей среднего и мелкого бизнеса не оказалось. Крупному же бизнесу в рамках данного Приказа предоставлялись существенные льготы (выплаты свыше 500 млн рублей освобождались от налогов у источника).
Но, с 2009 года, указанный перечень офшорных зон Минфина стала использовать для анализа декларируемой таможенной стоимости товаров, поставляемых в Россию — Федеральная таможенная служба. И, если поставщиком товаров в Россию выступает компания из офшорного перечня — товар может быть подвергнут процедуре корректировки таможенной стоимости.
Также в НК РФ Федеральным Законом от 18.07.2011 N 227 Архивная копия от 18 марта 2014 на Wayback Machine был включен пп.3 п.1 ст.105.14, в соответствии с которым контролируемыми сделками признаются сделки, одной из сторон которых является лицо, местом регистрации, либо местом жительства, либо местом налогового резидентства которого являются государство или территория, включенные в перечень, утверждённый указанным Письмом Минфина. Признание контролируемой сделкой влечет дополнительные полномочия в отношения контроля за сделкой со стороны налоговых органов.
На протяжении 2010 года усложнить использование офшоров в России предполагалось через поправки в Гражданский кодекс. В частности, поправки предполагали, что иностранное лицо, зарегистрированное в юрисдикции, предоставляющей льготный режим налогообложения и/или не требующей раскрытия информации о своих собственниках и бенефициарах, обязано депонировать достоверную информацию в Минюсте России о своих учредителях, участниках и выгодоприобретателях (бенефициарах). Кроме этого, по решению суда РФ такая информация может быть раскрыта, риск последствий депонирования недостоверной информации, равно как осуществление деятельности на территории РФ без депонирования указанной информации, несёт это юридическое лицо.
В преддверии выборов в декабре 2011 года антиофшорное регулирование в России якобы развернулось с новой силой. На юбилейном съезде «Деловой России» 21 декабря 2011 года премьер-министр В. В. Путин сообщил, что будет работать над корректировкой российского законодательства для предотвращения ухода бизнеса в офшоры и формирования более-менее адекватного делового климата.
Премьер пообещал, что власти будут делать все, чтобы бизнес мог развивать свои предприятия и завоевывать новые рынки сбыта, но при этом и сам бизнес обязан понимать свою ответственность перед страной, не прятать деньги и активы в офшорах и не уходить от налогов.
И уже 30 декабря 2011 года появился список поручений правительства к госкомпаниям, основной целью которого являлось желание установить за контрагентами госкомпаний, а также доходами топ-менеджеров и их ближайших родственников (супругов, детей и родителей) тотальный контроль. А именно, в срок до февраля 2012 года госкомпании обязаны обеспечить безусловное раскрытие бенефициаров, в том числе конечных, своих контрагентов. Информация должна быть подтверждена документально и направлена в Минэнерго, Минтранс, Минфин и Минкомсвязь.
В день своего вступления в должность Президента РФ 7 мая 2012 года Владимир Путин издал Указ № 596 «О долгосрочной государственной экономической политике», предусматривающий разработку Законопроекта, направленного на деофшоризацию экономики России. Разработка законопроекта была поручена Федеральной службе по финансовому мониторингу.
13 июня 2013 года в Государственную Думу внесен Законопроект № 295667-6 «О внесении изменений в Федеральный закон „О противодействии легализации (отмыванию) доходов, полученных преступным путём, и финансированию терроризма“ и отдельные законодательные акты Российской Федерации» направленный на установление ограничений в правоспособности в отношении офшорных компаний и компаний с офшорной подконтрольностью. Целью принятия законопроекта является кардинальное сокращение объёма легального и «серого» вывода капитала из России и пресечение использование офшорных схем для уклонения от уплаты налогов или их минимизацию.
16 ноября 2017 года Госдума приняла инициированный правительством РФ закон о международном автоматическом обмене информацией. 27 ноября президент России подписал его, после чего Федеральный закон № 340-ФЗ Архивная копия от 15 января 2018 на Wayback Machine вступил в силу. Кроме того 28 декабря 2017 года были внесены изменения в федеральный закон «О валютном регулировании и валютном контроле», регулирующий порядок двойного налогообложения.
По состоянию на 21 декабря 2017 года Россия автоматически передает финансовую информацию в 56 стран и получает её из 73-х.
27 июля 2018 года Совет Федерации одобрил законы о создании специальных административных районов (САР) на Октябрьском острове в Калининграде и на острове Русский в Приморском крае, которые станут офшорными территориями с особыми финансовыми условиями.
См. также Деофшоризация

#### Украина
На Украине при покупке товаров у компаний, которые находятся в офшорных юрисдикциях, к валовым расходам относится только 85 % стоимости купленных товаров или услуг, что увеличивает сумму налога на прибыль.
Все операции с резидентами офшорных юрисдикций становятся объектом повышенного внимания со стороны правительства, перечень офшорных юрисдикций утвержден Кабинетом Министров Украины Распоряжением «О перечне офшорных зон» от 23.02.2011 г. № 143-р. Интересно, что в последней редакции списка 2011 года была исключена Панама. Это офшорное государство признано во всем мире, но более не считается офшором на Украине.

#### США
После победы на президентских выборах в США Барака Обамы, а также учитывая мировой финансовый кризис, 17 февраля 2007 в законопроект «О предотвращении злоупотреблениями налоговыми гаванями» предполагалось внесение ужесточающих поправок (Bill S. 681 'Stop Tax Haven Abuse Act'), но закон не прошёл утверждение в Конгрессе.

#### Европейский союз
При использовании офшорных схем существуют риски быть привлечённым к уголовной ответственности (при применении импортных офшорных схем (например продажа товара за 100 евро, приобретённого за 200 евро, в Европе считается криминальной операцией). Следует учесть, что Ирландия, входящая в Европейский союз, а также Лихтенштейн и Гибралтар, входящие в Европейскую экономическую зону, сами являются офшорами.

## Offshore-Leaks
В 2013 году в прессу попала информация о владельцах компаний, зарегистрированных в офшорах. Скандал получил название по аналогии с Wikileaks — Offshore Leaks (leak — «утечка»). Согласно данным, опубликованным «Международным консорциумом журналистов-расследователей» (более 80 журналистов, в том числе из The Guardian, BBC, Le Monde, Süddeutsche Zeitung, Washington Post, CBC и др.), список охватывает около 120000 «фирм-почтовых ящиков» и около 130000 частных лиц из 140 стран мира. Из высокопоставленных российских персонажей скандала называются: жена первого вице-премьера России Игоря Шувалова, заместитель председателя правления «Газпрома» Валерий Голубев, генеральный директор «Газпром социнвест» Борис Пайкин, бывший глава «Оборонпрома» Андрей Реус, брат сенатора Михаила Маргелова Владимир.

## Панамагейт
3 апреля 2016 года были опубликованы материалы расследования «Международного консорциума журналистов-расследователей», который опубликовал 11,5 млн документов с данными об офшорных счетах некоторых действующих и бывших мировых лидеров. Публикации основаны на утечке информации из панамской компании Mossack Fonseca, которая оказывает юридическую поддержку в регистрации компаний в офшорах. Среди прочих с офшорными компаниями связаны ряд близких знакомых президента России Владимира Путина. В списках значатся: Николай Патрушев, Дмитрий Песков, Игорь Зубов, Максим Ликсутов, Андрей Турчак, Сергей Ролдугин, Олег Гордин, Александр Плехов, Алексей Улюкаев, Иван Малюшин, Борис Дубровский, Виктор Звагельский, Михаил Слипенчук, Сулейман Геремеев, Александр Бабаков.

## Мировая борьба с офшорами
Май 2013 года ознаменовался множеством мероприятий во всем мире под эгидой борьбы с офшорами. Образовался новый пул государств в составе США, с одной стороны, и Великобританией, Германией, Испанией, Италией, Францией, с другой стороны под названием G5, которые приняли на себя обязательства по автоматическому обмену налоговой информацией на основании американского формата в соответствии с FATCA. К ним примкнули Ангилья, Бермудские острова, Британские Виргинские острова, Монтсеррат, Теркс и Кайкос, а также острова Мэн, Гернси, Джерси и Гибралтар.
13 мая после встречи с президентом США Бараком Обамой британский премьер Дэвид Кэмерон заявил: «Нам следует знать, кому в действительности принадлежат компании, кто обогащается за их счёт и были ли уплачены налоги. И нам нужен новый механизм выявления, где транснациональные группы зарабатывают средства и где они уплачивают свои налоги, чтобы мы могли препятствовать тем, кто манипулирует системой недобросовестно».
20 мая 2013 года премьер-министр Великобритании Дэвид Кэмерон обратился в адрес Ангильи, Бермудских островов, Британских Виргинских островов, Гернси, Гибралтара, Джерси, Каймановых островов, Монтсеррата, Острова Мэн и Теркса и Кайкоса, с призывом скорейшего присоединения к многосторонней Конвенции Совета Европы и ОЭСР о взаимной административной помощи по налоговым делам, которая предусматривает автоматический обмен информацией (без официального запроса) и одновременное проведение налоговых проверок в нескольких государствах. В письме особо подчеркивается в качестве основной темы встречи G8 «желание положить конец корпоративной конфиденциальности».
17-18 июня 2013 года прошёл саммит G8 под председательством Великобритании в лице премьер-министра Дэвида Кэмерона. Приоритетом саммита являлся вопрос борьбы с налоговыми схемами. Речь при этом шла не только в контексте противодействия уголовно-наказуемому уклонению от уплаты налогов («tax evasion»), но также и в аспекте воспрепятствования «агрессивным» видам налогового планирования («aggressive tax avoidance»). Кэмерон высказал надежды, что встреча лидеров большой восьмерки станет «поворотной точкой» в решении указанной проблемы.
К заседанию G8 под предводительством Великобритании в Белфасте Джеффри Оуэнс (англ. Jeffrey Owens) бывший глава налогового подразделения ОЭСР и Мик Мур (англ. Mick Moore) из Университета Сассекса (англ. the University of Sussex) представили свой план действий для стран-участниц «большой восьмёрки», который должен стать значительным дополнением для повестки дня заседания G20 в Санкт-Петербурге (Россия) в сентябре 2013 года.
На заседании G20 в Вашингтоне в начале октября 2013 года было отмечено, что планируется тщательно отслеживать процесс выполнения амбициозной повестки по налоговым вопросам, согласованной лидерами «Группы двадцати» на саммите в Санкт-Петербурге. И в данном ключе ожидается публикация докладов по вопросу создания новых стандартов автоматического обмена информацией и по выполнению Плана действий по размыванию налогооблагаемой базы и перемещению прибыли, в том числе через офшоры.

## Оншор
«Оншор» в противоположность «офшору» переводится с английского языка как «в пределах берега», «внутри границ».
Оншор — компания, зарегистрированная на полноналоговой территории, не предоставляющей налоговые льготы, независимо от того, ведёт ли компания деятельность на данной территории или вне её границ. Территория, по законодательству которой невозможна регистрация компаний с льготным режимом налогообложения, то есть, где платятся все налоги.

## Вопросы орфографии («офшор» или «оффшор»)
Не существует единого мнения относительно правильного написания этого термина с двумя «Ф» — «оффшор» или с одним «Ф» — «офшор».
Слово «офшор» появилось в обиходе раньше, чем в официальных печатных словарях, поэтому оба варианта написания слова (как «оффшор», так и «офшор») и производные от них в равной степени используются в Интернете, а в печатной прессе преобладает слово «офшор». Программа Microsoft Word 2003 указывает в качестве правильного написания слово «оффшор». В орфографическом словаре русского языка значится слово «офшор» и производные от него (офшорный, офшорная, офшорные, офшоры) и нет слова «оффшор».
В официальном Русском орфографическом словаре Российской академии наук (Отв. ред. В. В. Лопатин), указывается правильное написание «офшор», а в словаре Lingvo 10 имеются оба варианта написания этого термина: «оффшор» и «офшор».
Приказ Министерства образования и науки РФ от 08.06.2009 № 195 утвердил список словарей русского языка, в соответствии с информацией из которых допускается употребление «оффшор» и «офшор».
Английское слово также имеет разные варианты написания — как offshore, так и off-shore (реже встречается ещё и off shore).